# Saint-Simon-les-Mines
Saint-Simon-les-Mines är en kommun i provinsen Québec i Kanada. Den ligger i regionen Chaudière-Appalaches, i den sydöstra delen av landet, 400 km öster om huvudstaden Ottawa.